# О’Брайен, Джордж

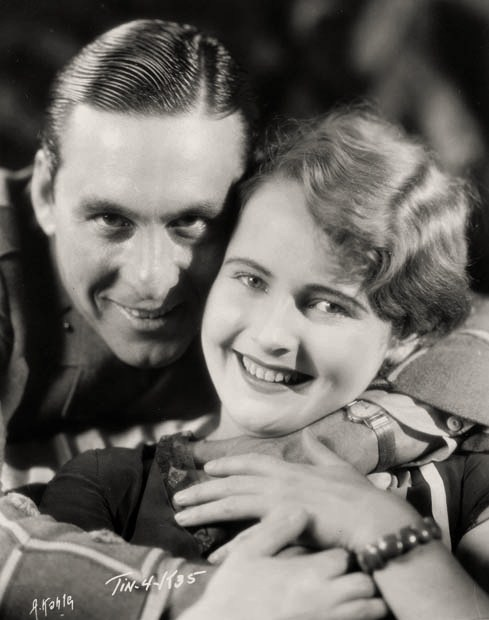
С Лоис Моран в фильме «Настоящий рай» (1929)

Джордж О’Брайен (англ. George O'Brien; 19 апреля 1899, Сан-Франциско, Калифорния — 4 сентября 1985, Брокен-Арроу, Оклахома) — американский актёр, популярный в эпоху немого кино и в самом начале периода звукового кино в 1930-е годы. Наиболее известен по главной роли в фильме Фридриха Мурнау 1927 года «Восход солнца».

## Биография
О’Брайен был старшим сыном Даниэля и Маргарет (Донахью) О’Брайен; отец О’Брайена позже стал начальником полиции г. Сан-Франциско и приказал арестовать Роско Арбакла в сентябре 1921 года после скандальной вечеринки на День труда. После своего ухода из полиции был директором исправительных учреждений штата Калифорния.
В 1917 О’Брайен зачислен в ВМС Соединённых Штатов, принимал участие в Первой мировой войне, неся службу на противолодочном корабле. Он принимал участие в эвакуации раненых морских пехотинцев и был награждён за храбрость. Сразу после войны О’Брайен стал чемпион в полутяжелом весе Тихоокеанского флота.
О’Брайен пришёл в Голливуд в начале двадцатых годов в надежде стать кинооператором и некоторое время работал помощником оператора у Тома Микса и Buck Jones. Он начал свою актёрскую карьеру с эпизодических ролей и как каскадёр. Одной из его самых ранних ролей была роль в фильме 1922 года режиссёра Джорджа Мелфорда «Moran of the Lady Letty», главную роль в котором сыграл Рудольф Валентино. В 1924 году О’Брайен получил свою первую главную роль в драме «The Man Who Came Back», где играл вместе с английской актрисой Дороти Макейл. В том же году он был приглашён знаменитым кинорежиссёром Джоном Фордом сниматься в фильме «Железный конь», где исполнил главную роль вместе с актрисой Мэдж Беллами. Фильм имел огромный кассовый успех, и О’Брайен снялся ещё в девяти фильмах Джона Форда. В 1927 году он снялся у Фридриха Мурнау в фильме «Восход солнца» в паре с Джанет Гейнор, которая получила за роль в нём «Оскара».
Остаток 1920-х годов актёр был очень популярен и много снимался в главных ролях в приключенческих фильмах вместе с такими известными актёрами того времени как Альма Рубенс, Анита Стюарт, Долорес Костелло, Мэдж Беллами, Олив Борден (с которой у него была романтическая связь в 1920) и Джанет Гейнор. С появлением звукового кино, Джордж О’Брайен стал популярной звездой вестернов. На протяжении 1930-х годов фильмы-вестерны с участием О’Брайена постоянно входили в десятку самых кассовых лент. Во многих из них он снялся вместе со своим конём по кличке Майк.
Во время Второй мировой войны О’Брайен вновь зачислен в ВМС Соединённых Штатов, где он служил в качестве beachmaster на Тихом океане и был несколько раз награждён. Он оставил службу в чине командира. Позже он присоединился к США морской резерв и в отставку в звании капитана в 1962 году, имея четыре раза был рекомендован на звание адмирала. После его службы во Второй мировой войне, О’Брайен будет иногда снимался в фильмах режиссёра, своего старого друга и наставника Джона Форда в том числе «Форт Апачи», «Она носила жёлтую ленту» и «Осень шайеннов». Последнюю большую роль он исполнил в 1951 году в фильме «Gold Raiders».
Во время службы в военно-морском заповеднике, О’Брайен взял над проектом для Министерства обороны в рамках программы президента Эйзенхауэра «народа к народу». Он был офицером проект для серии ориентации плёнок на трёх азиатских стран. Один из этих фильмов, на Корею, была направлена его старый друг, Джон Форд. Два других стран, охваченных были Формоза (Тайвань) и Филиппины.

## Личная жизнь
О’Брайен был женат на актрисе Олив Борден с 1926 до 1930 года. 15 июля 1933 года женился на актрисе Маргарите Черчиль. Их первый ребёнок, Брайан, умер через 10 дней после рождения. Дочь Орин О’Брайен играла на контрабасе в Нью-Йоркском филармоническом оркестре. Их младшая дочь Дарси О’Брайен была писательницей и профессором колледжа. Джордж и Маргарита развелись в 1948 году.
О’Брайен перенес инсульт в 1981 году и был прикован к постели последние годы жизни. Умер в 1985 году в городе Брокен-Арроу, Оклахома. За большой вклад в киноиндустрию, Джордж О’Брайен удостоен звезды на Голливудской «Аллее славы», Голливудский бульвар, 6201.